# Кубок Гібралтару з футболу 2020
Кубок Гібралтару з футболу 2020 — 64-й розіграш кубкового футбольного турніру у Гібралтарі. Титул володаря кубка втретє поспіль захищає Юероп. У зв'язку з Пандемією COVID-19 1 травня 2020 року Футбольна асоціація Гібралтару вирішила припинити проведення турніру. Переможця визначено не було.

## Календар
| Раунд        | Дата              | Матчі | Клуби  |
| ------------ | ----------------- | ----- | ------ |
| Перший раунд | 14-16 лютого 2020 | 5     | 13 → 8 |
| 1/4 фіналу   | 6-8 березня 2020  | 4     | 8 → 4  |
| 1/2 фіналу   |                   | 2     | 4 → 2  |
| Фінал        |                   | 1     | 2 → 1  |

## Перший раунд
| Команда 1         | Рахунок | Команда 2      |
| ----------------- | ------- | -------------- |
| 14 лютого 2020    |         |                |
| Хаунд Догс (2)    | 0:10    | Юероп Пойнт    |
| 15 лютого 2020    |         |                |
| Юероп             | 12:0    | Ґласіс Юнайтед |
| Лінкольн Ред Імпс | 15:0    | Коледж 1975    |
| 16 лютого 2020    |         |                |
| Манчестер 62      | 1:2     | Монс Кальпе    |
| Лінкс             | 0:1     | Мегпіс         |

## 1/4 фіналу
| Команда 1         | Рахунок | Команда 2        |
| ----------------- | ------- | ---------------- |
| 6 березня 2020    |         |                  |
| Монс Кальпе       | 3:1     | Юероп Пойнт      |
| 7 березня 2020    |         |                  |
| Сент-Джозефс      | 1:0     | Мегпіс           |
| Юероп             | 2:0     | Лайонс Гібралтар |
| 8 березня 2020    |         |                  |
| Лінкольн Ред Імпс | 6:0     | Бока Гібралтар   |